# Nikolaj Prokofjevič Žerdjev
Nikolaj Prokofjevič Žerdjev (rusko Николай Прокофьевич Жердев, sovjetski častnik, vojaški pilot in letalski as, * 5. maj 1911, rudnik Rudčenkovo, Ruski imperij (danes del Donecka, Ukrajina), † 15. november 1942.
Žerdjev je v svoji vojaški službi dosegel 14 samostojnih in 6 skupnih zračnih zmag.

## Življenje
Med špansko državljansko vojno je sestrelil 1 sovražnikovo letalo.
Med sovjetsko-japonsko mejno vojno leta 1939 je kot pripadnik 70. lovskega letalskega polka dosegel 11 samostojnih in 3 skupne zračne zmage.
Med drugo svetovno vojno je bil pripadnik 821. lovskega letalskega polka; dosegel je 2 samostojne in 3 skupne zračne zmage. Dosegel je vojaški čin majorja.